# アリアンロッド2E・リプレイ・ヴァイス/シュヴァルツ
『アリアンロッド2E・リプレイ・ヴァイス/シュヴァルツ』は、『アリアンロッド2E・リプレイ・ヴァイス』と『アリアンロッド2E・リプレイ・シュヴァルツ』からなる、FEARによる『アリアンロッドRPG』のリプレイシリーズ。ヴァイスは全3巻、シュヴァルツは全4巻。
ゲームマスター(GM)・リプレイ執筆はヴァイスが久保田悠羅、シュヴァルツが菊池たけし。イラストレーターは佐々木あかね、hu-ko、かぼちゃ。

## 特徴
本リプレイは「プロジェクト・チェッカーボード」の一環として立ち上がった『2E』環境下では第2弾となるリプレイシリーズであり、シリーズでも人気の高い『ルージュ』、版上げ後最初のリプレイである『セカンドウィンド』の続編としての役割を持つ。
ストーリーラインは概ね同様であり、同時並行で進むシリーズではあるが、それぞれのリプレイは互いに接触や関連を持ちつつもシナリオ自体は独立したものとなっている。
シナリオの構想は『ルージュ』の時点で考案されつつも使用されなかった裏設定を前面に押し出したものとなっている。また『セカンドウィンド』同様1巻に1話の構成となっているが、ヴァイス1巻「ためらい少女と白き薔薇の刻印」のみ0話を加えた2話構成となっている。
「ヴァイス」はさらに「セカンドウィンド」からジェイス・ロウが6レベルで続けて登場し、パワーレベリングが行われている。

## あらすじ
世界が破滅の危機に瀕した「薔薇の災厄」から4年。グランフェルデンに暮らす少女プリミラは、過去に負った重傷が元で引っ込み思案な性格となり、家にこもりがちな日々を過ごしていた。そんな彼女のもとに、姉・アメリアが行方不明になったとの連絡が入る。さらにその連絡を持ってきた神官は、プリミラにアメリアの後を継いでギルドマスターとなって欲しい、と告げた。戸惑いながらも神殿に出向いた彼女を待っていたのは、ギルド「ヘッジホッグ」の生き残りキュリア、謎の少年ハヤト、そしてグランフェルデンの英雄ジェイスであった。
一方、辺境の村ブリギットに暮らす少女・シェフィルは、祖父・グランジのもと幼馴染の仲間達……博識な姉貴分・カナデ、お調子者のクロヴィス、そして洞窟で出会った青年イリスと共に日々を過ごしていた。豊かではないながらも、明るく楽しい日々。だがそれは、幼馴染の少女ミラが旅立ち、彼女を迎えに「薔薇の災厄」の英雄・クリスが村を訪れた日、脆くも砕け散った。村に隠された秘密、そして“薔薇の刻印”を巡る悲劇と呪い。妖魔に襲われる村を救うべく、シェフィルと仲間達は村の「秘宝」を求めて外れの洞窟へ向かう。そこに待っていたのは、800年前から続く悲劇と、それを巡る戦いの幕開けだった。

## 登場人物

### ギルド「ヘッジホッグ」
「ヴァイス」のPC達。ギルドマスターはプリミラ。なお、このギルドは「ルージュ」以来となる「メンバー全員にフルネームが設定されている」ギルドでもある。なお、プリミラとキュリアは「シュヴァルツ」4巻へ続けて登場している。
プリミラ・ヘッジホッグ（上村彩子）
ヒューリンのウォーリア⇒ウォーロード/ダンサー。グランフェルデンに暮らす少女。愛称は「プリム」。15歳。
代々続く冒険者一家の次女であり、幼少期には母の指導のもとで訓練をしていた。しかし、登攀の訓練中に落下して重傷を負い、それがきっかけで自信を喪失、何かとためらいがちな性格になっていた。
ヘッジホッグが壊滅、アメリアが行方不明になったという報せと共に、その後を継いでギルドマスターとなるよう要請を受け、妹セシリーの後押しもあって試験を受け、冒険者として一歩を踏み出した。
両手剣を扱う前衛だが、ダイス目が悪い上に固定値の低さが祟り、試験ではとにかく攻撃を外してばかりいた。
真面目でまっすぐな性格であり、「シュヴァルツ」4巻では迷走しがちなシェフィルのストッパーを担っている。
「白の薔薇の刻印」を刻まれた「薔薇の巫女」の一人であり、ウィガールを持つ。
キュリア・ルピレイ（小島めぐみ）
エルダナーンのメイジ⇒ソーサラー/サモナー。旧「ヘッジホッグ」のメンバーの一人。20歳。
冒険者としては駆け出し。加入して間もなくヘッジホッグが壊滅してしまい、アメリアから鍵を託されてグランフェルデンまで逃げてきた、という経緯を持つ。両親はジェイスがいたのと同じ暗殺組織の人間だったが、その助けを受けて組織から逃亡、当時10歳のジェイスに救われた後、養親に引き取られて暮らしていた。
召喚魔法を操るサモナーであり、頭の上には使い魔であるタコ「ターチュ」がいつも乗っている。
少々怖がりで落ち着きがないという一面があるがその一方、「ヘッジホッグ」の先輩としてプリミラを励まし、導くという頼れる面もある。
PCとしては初めて「ファミリアアタック」と関連スキルを取得したPCであり、「ヴァイス」3巻では自前の召喚魔法と加えて猛威を振るった。現在はアガートラームを所持。
ギルド内では精神的にもっとも大人びており、良き先輩としてプリムを導く。また恋愛面に関してはかなりおおらからしく、「シュヴァルツ」4巻ではクロヴィスを相手にいきなりカップルが成立していた。
ターチュ
キュリアの使い魔で、幼少期から彼女と一緒に過ごしたタコ。いつもキュリアの頭の上に乗っている。外見はデフォルメ状で、頭にねじり鉢巻きをしている。
言葉を発するわけではないがキュリアとの意思疎通は問題なく行われており、一緒になって睨んだり、落ち込んだり、パラパラを踊ったりと感情表現も豊か。
ジェイス・ロウ（菊池たけし）
ヒューリンのアコライト⇒プリースト/バード。ギルド「スクラメイジ」の元メンバー。「セカンドウィンド」から続けて登場。30歳。
カスピエルの一件が終結した後は大神殿で後進の育成に従事していたが、ギルバートからヘッジホッグの壊滅とプリミラの推挙のことを聞き、アドバイザーとして「ヘッジホッグ」に加入、そのままプリミラに同行することになった。
金に拘る性格や悪役のような胡散臭い言動は相変わらずだが、経験豊富な冒険者ということもありパーティの柱的存在となっている。
歳のことを気にしているらしく、「おじさん」と呼ばれると不機嫌になる。
「シュヴァルツ」ではNPC。4巻においてディアスロンドの副神殿長に抜擢され、ガーベラと共に6人の前に試練として立ちふさがったが、エーデルワイス側の猛攻を受けた後、「一度模擬戦で戦ったから問題ない」という理屈であっさりやる気になったキュリアの攻撃でノックアウトされた。
怪人ハサミカメレオン/ハヤト・シザース（鈴吹太郎）
フィルボルのシーフ/ニンジャ。秘密結社ネオ・ダイナストカバルグランフェルデン支部の一員。
ファウスタ教授の手になる新たな怪人の一人であり、姿を消して斬りつけるという戦法を得意とする。素体となったフィルボルの少年にカニとカメレオンの要素を組み込んだ改造人間であり、元々は家出少年。
大神殿内で怪しい動きがあると大首領から伝えられ、それを探るべく冒険者となって調査に乗り出した。外部では「ハヤト・シザース」という偽名を使っている。由来は仮面ライダー2号の一文字隼人と思われる。勘が鋭く、トラップ関連の技術は確か。みっしょん03では分身を披露している。
なお、命令に了解の意を返す時の返事は「シザース！」。
外見相応のメンタリティを持ち、前に跳び出しがちだが怖いモノは苦手、という子供らしい面も散見される。
「ヴァイス」側のPCでは唯一最終決戦に不在（プレイヤーの鈴吹が参加していなかった）。

### ギルド「エーデルワイス」
「シュヴァルツ」のPC達。ギルドマスターはシェフィル。結成時点では3人であり、イリスは後からの加入。
シェフィル・グラニー（小暮英麻）
ヒューリンのウォーリア⇒ウォーロード/レンジャー。15歳。辺境の村ブリギットの出身で、超一流の弓の腕を誇る。
祖父・グランジに仲間共々厳しく鍛えられており、並の妖魔やそこらの冒険者では歯が立たないほど強い。
弓による射撃を基本とした攻撃役であり、火力はパーティ1。
快活で明朗な性格だが、流されやすくおだてに弱いのが玉に瑕。2巻では若干俗物的だったり、間の抜けた言動が目立ち、「1巻より頭が悪くなってないか」とダメ出しを喰らっている。また、3巻ではクロヴィスと一緒になってゾハール教団のエージェントを片っ端から襲撃するという手段に出ている。また、3巻ではミラを案じるあまりに行動を起こさず彼女の側に張り付こうとしたため、一時セッションがストップするアクシデントが発生した。
「黒の薔薇の刻印」を刻まれた「薔薇の巫女」の一人。かつてイリスが守護していた巫女の面影を宿している。元はグランジのもとに引き取られていた戦災孤児で、ヴァンスターが“薔薇の災厄”の時点で進めていた「“薔薇の巫女”量産化計画」の被検体の最後の一人。この計画は、人造の“薔薇の刻印”をインストールして無敵の兵士として使用するために立案されていた。
しかし、実験は難航を極め、唯一成功し、人造の刻印を刻まれたフェブラリィはゾハール覚醒時に死亡、残る検体も全て破棄された。この時、当時帝国騎士だったグランジがシェフィルを連れだしており、ブリギットにあらためて引き取って孫として育てていた、という経緯がある。このため実の両親については不明（クロヴィスは「グランジが両親を殺害してシェフィルを連れ出した＝両親は敵だったのではないか」と推察している）。
決戦後にオフェーリアに“黒の刻印”を移植し、“巫女”ではなくなっている。
イリス（荻原秀樹）
ドゥアン（オルニス）のアコライト⇒パラディン/ウォーリア。18歳。
「黒の薔薇の刻印」を持つ巫女の守護騎士であった青年で、槍と盾を武器に戦う。
800年前に自らの仕える巫女を殺され、自身も石化した状態で封印されていた。時が流れたブリギット外れの洞窟にて、ミラを治すため月夜花を取りに来た「エーデルワイス」によって解放され、流れで一員に加わった。
守護の契約のため不老であり、解放から時が過ぎた現在でも全く外見が変わっていない。
「巫女」となったシェフィルを守るべき対象と定め付き従っているが、肝心のシェフィルからは土壇場で「関係ないよ？」と言われてしまうなど騎士としての立場は微妙。一方で“巫女”の自覚が薄い彼女からは家族の一員として認識されている。
800年前の争いでは誰も傷つけず、殺さずを通したため巫女を殺されてしまっている。
カナデ（久保田悠羅）
ヒューリン（ハーフフィルボル）のメイジ⇒ウィザード/バード。「エーデルワイス」の参謀的存在。16歳。
どこかの国の貴族とダイワ出身の楽師であった母の間に生まれたが、両親が別れた後母についてブリギットに流れて来た経緯を持つ。母の影響で、バイオリンによる呪歌と水系の魔法を得意としている。
村についてしばらく後に母が病死したため、その後はグランジに引き取られている。
ギルドのまとめ役であり、頭が切れるが腹黒な面もたまに見せる他、一度暴走するとクロヴィスすらツッコミに回すほど無茶な言動を取る。その一方ミーハーな一面があり、村を訪れたクリスとゼロにサインを求めていた。
一人称は名前そのままの「カナデ」。
「聖弾のルーチェ」では登場こそしていないが、神殿に持ち込まれたミッションの依頼者として名前が挙がっている。
クロヴィス（田中天）
ヴァーナ（アウリル）のシーフ⇒エクスプローラー/シャーマン。
グランジの薫陶を受けた一人で、シーフとしての実力は高い。右腕は錬金術で機械化しており、金属糸を束ねた義手を装着している。これは、イリスと出会った後のあるダンジョン攻略中、トラップにかかって右腕を潰された代用として作り上げたもの。主な武器はこの義手とそこから伸びる金属糸、そして独学で学んだ呪術。
敵と見るとすぐに突っ込む猪突猛進型で、名誉を重んじる性格。そのため命より名誉を大事にしており、ギルド内での役職は「鉄砲玉」。考案したのはシェフィルだが、クロヴィス本人は「オレも死ぬけど相手も死ぬ、それってカッコいい」と快諾して未だに使用している。
単なるお調子者に見えるが、実は仲間意識が強く義理堅い。また、シェフィルの背負う刻印の呪いに関しても、いざとなれば単独で他の巫女を殺しに行くことも考慮するなど、大局的な視点も持ち合わせている。
その反面仲間や友人のためとなると手段を選ばなくなる傾向も強く、3巻ではミラを救う方法を探す一環として、シェフィルと一緒になってゾハール教団のエージェントを片っ端から襲撃・惨殺するという無茶苦茶な手段に出ている（しかもただのプレイヤー発言では終わらず、菊池がその演出を拾った結果、ゾハール教団員からはエーデルワイスが「我々の仲間を片っ端から惨殺して回ったギルド」として認識されている）。

### 「ヴァイス」の登場人物
セシリー・ヘッジホッグ
ヒューリン。
プリムの妹。生まれつき病弱だが、かなりのしっかり者。家事全般に長けているが、その体ゆえ長くは動けない。
1巻ラストでその手に「刻印」が浮かび、以来衰弱の一途を辿っている。
実は、物語開始の5年前にプリミラが転落事故で瀕死の重傷を負った際、現れたビルターグからプリミラとの間に「魂のリンク」を結ばれ、自らの生命力を分け与えることで彼女を救った経緯がある。刻印が浮かんだのは、そのリンクを通してプリミラの持つ“白の刻印”の力が逆流して来たため。
3巻において、プリミラを刻印の呪いから救うため、ビルターグの契約に従って自らゾハールの器となろうとしていたが、ルードから“紅焔剣”を借り受けたプリミラによってリンクを断たれ、刻印が消失。ビルターグの撃破によって救出された。
ソーンダイク
ヒューリン（ハーフエルダナーン）。グランフェルデン大神殿の神官長を務める。
ギルバート
ヒューリン。ディアスロンドから派遣されてきた神官で、何かとジェイスに依頼を持ち込んでくる。
胡散臭い言動をするが、相手になるのが大抵の場合ジェイスであるため「あなたには言われたくない」と返すのが常。
正体は魔族のパラディンで、真の名は“連環の邪騎士”ビルターグ。契約を司る魔族であるが、同時に自らが結んだ契約には忠実。かつて、ユージンやショコラと共に“薔薇の武具”を造り上げた魔族の一人だが、この時武具にある仕掛けを施していた。
それは、“薔薇の武具”によってゾハールが倒された場合、その魂をエリンに留まらせる、というものであった。それは彼を含むゾハール教団の真の目的の一つであるが、詳細は不明。“黒影剣”を強奪した後、そこに込められていた瘴気をゾハールの魂に送り込んで邪悪化させ、セシリーを器に復活させようとしていたが、ヘッジホッグに阻まれプリミラに倒された。しかし、“真の死”を迎えてはおらず、いずれ復活することを言い残して姿を消した。
ファウスタ教授
フィルボル。ネオ・ダイナストカバルグランフェルデン支部の支部長。
怪人の製造からマネージメント・コンサルティングまで手広くこなす才媛で、極東支部長のフロイライン・セプターとはライバル。
マグロオオカミ
ヴァーナ（アウリル）を素体とする人造生物。グランフェルデン支部の怪人でハヤトの先輩にあたる。
立ち止まると酸欠になって死んでしまうため、常に歩き回っている。
大首領
ヒューリン。ネオ・ダイナストカバルを統率する男。
ハヤトのオープニングで指令を伝える際に声のみで登場している。
アメリア・ヘッジホッグ
ヒューリンのアコライト／モンク。ギルド「ヘッジホッグ」の前マスターでプリムとセシリーの姉。
ギルドがゾハール教団の襲撃を受けた際に消息不明となっている。
実は「ヴァイス」の物語の間は記憶喪失となっており、「エイミー」という名前でミラ達と行動を共にしていた。その後、冒険の中で記憶を取り戻し、ビルターグを撃破したヘッジホッグの前に仲間達と共に帰還した。
なお、ヘッジホッグ家は“巫女”と守護騎士の血を同時に引く特殊な家系であり、アメリアは“白の薔薇の巫女”の守護騎士である。
オルタネイト
ヒューリンのスカウト/ガンスリンガー。
クラン＝ベルで開催された大会に出場していたが、レベルの虚偽申請が発覚して失格になっていた。
その素性はゾハール教団のエージェントであり、薔薇の武具を回収するためにヘッジホッグを追っていた。旧ヘッジホッグを襲った張本人。
クラスは前述の通りだが、ここまでにアルケミスト、メイジ、サモナー、セージ、ダンサー、ニンジャ、バード、モンク、サムライ、アコライトと色々なクラスを経由しており、多彩な技を持つ。
ルード・ヴェルフェ（荻原秀樹）
ヒューリンのウォーリア/ウォーリア。ギルド「スクラメイジ」の元ギルドマスター。
警護騎士団の騎士見習いであり、現在は修行の身。何者かに強奪された「“黒影剣”エクリプス」を追ってクラン＝ベルを訪れており、その合間を縫って大会のエキシビジョンマッチでジェイスと共にヘッジホッグと戦った。

### 「シュヴァルツ」の登場人物
グランジ
ヒューリン。シェフィルの祖父で、村の自警団の長。巨大な剣を操る。
村一番の実力を持つ古強者で、子供達からは「グラン爺」と呼ばれ慕われている。
村に隠された「薔薇の刻印」を守る役割を持っており、その場所と秘密をただ一人知っていた。
元はヴァンスターの騎士であり、戦災孤児を引き取って育てていた。
ロイド
ヒューリン。ブリギット村唯一の神官。
「破戒僧」という形容がよく似合う型破りな男であり、神官にもかかわらず神殿内で宴会を開くなどの非常識を行ったりする。口は悪いが神官としての腕は確か。
実はゾハール教団の一人であり、「刻印」を狙っていた。
正体は800年前に存在したある国の騎士で、本名はロヴレント。不治の病に罹患した愛娘のオフェーリアを救うためにゾハールの加護をもとめ、引き換えに守護騎士となった経緯を持つ。なお、イリスの夢に出てきた「黒騎士」の正体はこの男。
当時イリスの主だった“黒の巫女”の力の半分を与えられることでオフェーリアは救われたが、その後始まった“巫女”達と守護騎士による殺し合いによりそれが潰えそうになったため、“黒の刻印”を引き剥がして移植しようとしたが失敗。オフェーリアを封印して時間を止め、救う方法を模索しており、その一環としてヴァンスターに“刻印”や“巫女”の基礎的な情報を提供し、実験にも協力していた。
最後にはゾハール教団を離反、マビノギオンを奪って逃走。シェフィルを抹殺して“刻印”を奪い取ろうとしたが果たせず、かつての教え子であるエーデルワイス、そしてグランジ、イリアに看取られて落命した。
ゾハールから絶対防御結界や不死の身体（データ的には《絶対不死》というパワーで、シナリオに6回まで使用可能）を与えられている。もともとは「ゼロと琥珀の一角獣」のボスで、そこで退場するはずだったのだが、イリアをプレイしていた田中の悪ノリによって「絶対死なない」という設定が追加された結果、「シュヴァルツ」まで続けて登場することになった経緯がある。
オフェーリア
ヒューリン。ロイドの娘で、800年前から封印状態で眠り続けている。
不治の病にかかって死にかけたところを、“黒の巫女”の力の半分を与えられることで延命した経緯がある。だがそのために彼女もまた“黒の巫女”となっており、シェフィル達同様ゾハールの呪いに囚われている。
ミラの残り時間が極端に少なかったのは、彼女が覚醒した時点で既にオフェーリアが“巫女”として存在していたため。
ゾハールの魂を封じる「器」としての側面を持ち、最終盤で魂を解放されたゾハールの核として利用されたが、討滅に伴い解放され、シェフィルから正式に“黒の刻印”を受け継いだことで病からも解放された。
ミラ・アトラス
エルダナーンのメイジ/サモナー。ギルド「ロストソング」のギルドマスター。
シェフィル達の幼馴染。ディアスロンドから勧誘を受け、聖都に向かった。
かつて、狼と化して死にかけていたゼロを救った経緯があり、その縁でゼロから絶大な信頼を寄せられている。
実は結構大食い。
「蒼の薔薇の刻印」を持つ「薔薇の巫女」の一人だが、対応する「巫女」がかなり以前に目覚めていたため、クラン＝ベルでシェフィル達と再会した際には残りの命が60日と迫っていた。
ファンブック「ラヴィアンローズ」収録のリプレイ「ゼロと琥珀の一角獣」にはPCとして登場。プレイヤーはA.m.u.。
ゼロ・ルシフェルド
ヒューリン（ハーフヴァーナ）のウォーリア/ウォーリア。
ミラの護衛を務める新米騎士。慇懃無礼で協調性がまったくなく、無愛想な性格。
過去に投与された薬の副作用で狼と化し、彷徨った挙句に死にかけたところをミラに救われている。現在でも護衛を続けているが、ミラ大事のあまり突拍子もない行動に出るなど行動が極端。
2巻では敵の罠にかかってエーデルワイスと激突。その時は一時的にレベルが上がり、ウォーロード/ウォーリア/ドラグーンとなっていた。
ファンブック「ラヴィアンローズ」収録のリプレイ「ゼロと琥珀の一角獣」にはPCとして登場。プレイヤーは声優の江口拓也。
神官ブウ
ヒューリンの神官。小太りで目が細い。
独自のブレンドのお茶を作るのが趣味であり、それを人に勧める癖がある。中には飲んだだけで昏倒するような代物まである。
正体はゾハール教団の一人で、イリスとゼロに飲ませた茶には「かつて蒼の巫女を殺した/殺された」という偽りのイメージを刷り込む魔術が織り込まれていた。それを利用してカラドボルグとカフヴァールの開封と掌握を狙ったが、イリスに倒された。
本当は「パブリク」という名前だったのだが、外見の描写を聞いた小暮が「魔人ブウ」を連想したためそのまま「神官ブウ」が定着した経緯がある。
ガーベラ
ヒューリンのウォーロード／ドラグーン。
ディアスロンドの神殿に仕えており、「薔薇の刻印」に関する調査に協力している。
かつての経緯からイリスのことを知っている。
デュランダル
ゾハール教団のエージェント。クロヴィスとシェフィルによる教団員襲撃作戦をしのいだ唯一の男であり、クロヴィスをあっさり返り討ちにするほどの実力を持つ。ただし、本来登場予定はなく、ただのエキストラだったはずがキャラが立ってしまったために名前が設定された経緯がある。
本来はロイドの部下であり、エーデルワイスのもとに彼からの挑戦を伝えにやって来ている。
“堕ちた神竜”ゾハール
4年前の“薔薇の災厄”で討滅された古代竜の一柱。粛清装置の一つであり、本来は「沈黙の氷原」に住まう“剣の王女”アストレートを牽制するのが使命であったが、その力ゆえに慢心して神の意思に背き、自ら粛清を起こして世界を破壊しようと動き始めた。この過程で魔族が絡まないまま邪悪化しており、当代の“紅の巫女”ノイエによって封印されていた。
後にノイエの娘・ノエル率いるギルド“フォア・ローゼス”によって討たれたが、武具にかけられたビルターグの呪いにより魂が現世に留まり、“黒影剣”エクリプスに封じられていた瘴気によって完全に邪悪化した。
その魂はもう一人の“黒の巫女”であるオフェーリアに封印されており、その封印をあえてシェフィル達が解いたことで遂に顕現。失われた肉体を多重結界で再現することで“エーデルワイス”と“ヘッジホッグ”の前に立ちふさがったが、クロヴィスの妨害で思うように力を発揮できず、猛攻を受け続けた末にシェフィルの攻撃で魂を砕かれ、完全消滅した。
デュランダル曰く、“薔薇の災厄”の時は無理矢理復活した上に反存在であるノイエを取り込んでいたため、本来の力の1/100しか出せておらず、ゆえにHPが420しかなかったらしい（全開状態のHPは42000となる）。

## 用語
薔薇の災厄
聖暦1006年におきた“堕ちた神竜”ゾハールによる大事件。慢心し、自ら粛清を引き起こそうとしたゾハールをノエル率いる「フォア・ローゼス」が討ったことで終結している。
薔薇の刻印
「薔薇の巫女」の証たる刻印。色の違う数種類が存在し、ノエルの“紅”、プリムの“白”、シェフィルとオフェーリアの“黒”、ミラの“蒼”が確認されている。
“紅”以外の刻印には、巫女の造反を受けたゾハールによって死の呪いがかけられている。これは、刻印の所持者が同時代に二人以上現れた時から発動し、その時点から365日経過時に“紅”以外の刻印所持者は死亡するというもの。ただし、巫女が一人だけになった場合（“紅”除く）、力を失う代わり生き残れる、という解除法がついており、このため巫女とその騎士達による凄惨な殺し合いが幕を開けることとなった。
ただし、残り時間のカウントが始まるのは一律ではなく、覚醒したその時点から始まるため個々人でバラバラとなっている。
血筋によって受け継がれるため、基本的に同時代に同じ色の“刻印”が二つ存在することはない。例外はノイエとノエルのように力を受け継ぐ過程で両者に発生するか、シェフィルとオフェーリアのように力を分割することで両方に発現するか、となる。
決戦後の時点ではノエル、ノイエ、プリミラ、オフェーリア、ミラが持つ。
守護騎士
薔薇の巫女を守護する役目を持った騎士。刻印ごとに一人存在し、当代においては“紅”はガーベラ、“黒”はイリス、“白”はアメリア、“蒼”はゼロが該当。なお、ロイドはかつてこの騎士達の筆頭だった。
薔薇の武具
以下に解説する五つの武具。当初は“薔薇の巫女”であるノエル及びノイエしか使えないと思われていたが、実は“刻印”を持つ者ならば誰にでも扱える。また、真の能力はマビノギオンによって封印を解かれることで使用できる他、通常の状態でも武具として使用することは出来、限定されたものであれば力を行使することも可能。
その正体は、粛清装置たる神竜ゾハールを倒すために、魔族とエルダナーンが協力して鍛え上げた武具。決戦においてその力は失われ、ゾハール消滅と共に再び封印された。実は、これを造り上げた魔族の一人“連環の邪騎士”によって、ゾハールの魂を現世に留める呪いがかけられていた。
魔剣カラドボルグ
あらゆる防御を無かったこととして攻撃することができる魔剣。本来の能力は神竜の再生能力封じ。「ロストソング」が回収し、ディアスロンドに保管されている。現在はゼロが所持しており、決戦時にイリスに渡されている。
魔手アガートラーム
所有者の生命力を魔力へと変換し、その後使用する魔法の威力をはね上げる力を持つ銀の篭手。本来の能力は実力に比例した魔法ブースト。旧「ヘッジホッグ」が回収し、ギルドハウスで保管されていた。現在はキュリアが所持。
魔鎧ウィガール
キーワードを唱えることで光の障壁を発生させ、使用者に向けられた攻撃の威力を減ずる鎧。本来の能力は完全防御。“廃都”ファリアスの地下神殿に封じられており、現在はプリミラが所持。
魔冠カフヴァール
幸運を呼び込み、身につけた者の行動を成功しやすくする力を秘めたサークレット（額冠）。本来はその力を他者にも使用できる。ディアスロンドに封印状態で保管されていたが、シェフィルによって封印から解かれ、現在は彼女が所持。
マビノギオン
4つの武具の取扱説明書。4冊の「マビノギ」を合わせることでこの姿になる。本来の能力は逃亡封じの結界構築。ゾハール教団が確保していたがロイドに奪取され、シェフィル達が回収した。現在はカナデが所持。
薔薇の小箱
“巫女”が武具をフル装備した神竜討滅形態「第六の武具」へ至るのを阻止するための安全装置。現在に至るまでノエルが所持している。